# Litsea subauriculata
Litsea subauriculata är en lagerväxtart som beskrevs av André Joseph Guillaume Henri Kostermans. Litsea subauriculata ingår i släktet Litsea och familjen lagerväxter. Inga underarter finns listade i Catalogue of Life.